# هیو جبله
هیو اسقف شهر جبله یا آنطور که لاتینی‌ها آن را می‌خوانند، جیبلوم (Gibellum)، شهری در سوریه طی قرن ۱۲ میلادی بود. زمانی مرکز کنت‌نشین ادسا به دست عمادالدین زنگی در سال ۱۱۴۴ سقوط کرد، ریموند انطاکیه، هیو را برای رساندن این خبر به اروپا و به نزد پاپ اوژن سوم فرستاد. در پاسخ نیز پاپ اوژن طی فرمانی که به کوانتوم پردسسورس شهرت دارد، فراخوانی برای شروع جنگ صلیبی جدید داد. افزون بر این، هیو به مورخ اوتو فرایزینگی اطلاعاتی در باب پریستر جان داد.